# حرب سيبرانية إلكترونية

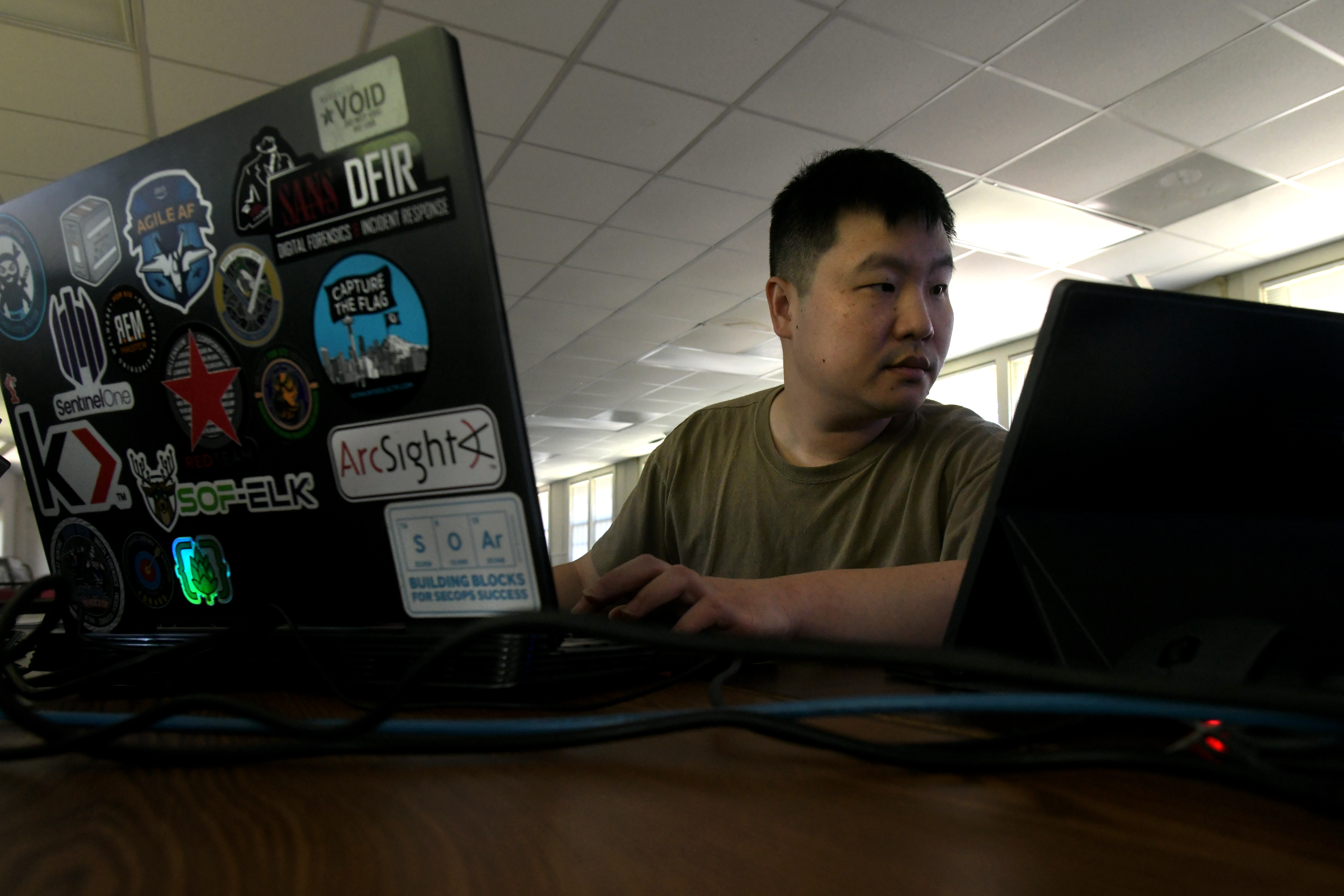
مُشغّل حرب سيبرانية في سرب العمليات السيبرانية 261 التابع للحرس الوطني الجوي في كاليفورنيا

حرب سايبر الإلكترونية أو حرب إلكترونية عبر الإنترنت هي شكل من أشكال الحرب الإلكترونية وهي إجراء عسكري يتضمن استخدام الطاقة الكهرومغناطيسية للتحكم في المجال الذي يتميز باستخدام الإلكترونيات والطيف الكهرومغناطيسي لاستخدام بيانات التبادل عبر الأنظمة الشبكية والبنى التحتية المرتبطة بها.

## نبذة
تتكون حرب سايبر الإلكترونية من الأنشطة الثلاثة التالية:
- الهجوم الإلكتروني عبر الإنترنت (Cyber EA).
- الحماية الإلكترونية عبر الإنترنت (Cyber EP).
- دعم الحرب الإلكترونية عبر الإنترنت (Cyber ES).

يتم تعريف هذه الأنشطة الثلاثة على النحو التالي:

### الهجوم الإلكتروني عبر الإنترنت (Cyber EA)
هو استخدام الطاقة الكهرومغناطيسية لمهاجمة الإلكترونيات الخاصة بالخصم أو الوصول إلى الطيف الكهرومغناطيسي بقصد تدميره وقدرة العدو على استخدام البيانات عبر أنظمة الشبكة والبنى التحتية المرتبطة بها.

### الحماية الإلكترونية عبر الإنترنت (Cyber EP)
هو أي وسيلة تتخذ لحماية الإلكترونيات من أي آثار للعمل الودي أو العدو من الحرب الإلكترونية السيبرانية التي تدمر القدرة على استخدام البيانات عبر أنظمة الشبكات والبنى التحتية المرتبطة بها.

### دعم الحرب الإلكترونية عبر الإنترنت (Cyber ES)
هو أي إجراء لتحديد مصدر الطاقة الكهرومغناطيسية من الأنظمة الشبكية لغرض التعرف الفوري على التهديد أو إجراء للعمليات المستقبلية.